# Patricia Domínguez
Mónica Patricia Domínguez Lara (Hermosillo, Sonora, 5 de marzo de 1988) es una atleta mexicana especializada en levantamiento de pesas. Compite en la categoría de los 58 kilogramos.

## Carrera deportiva
En la Universiada de Shenzen de 2011 ganó medalla de oro en la categoría de 58 kilogramos. En el Torneo Internacional Manuel Suárez in Memoriam de Levantamiento de Pesas, celebrado en La Habana, obtuvo medalla de oro. En el Campeonato del Mundo de Levantamiento de Pesas de 2013 logró obtener octavo lugar como mejor posición en la categoría de los 63 kilogramos. En el Campeonato Panamericano de Levantamiento de Pesas de 2014 obtuvo medalla de plata. En la misma justa pero en 2015, celebrada en Houston, su posición fue décima. En la edición de 2016 del campeonato, celebrada en Barranquilla, la atleta ganó su pase a Río 2016.

## Premios y reconocimientos
Formó parte de la delegación mexicana en los Juegos Olímpicos de Río de Janeiro 2016.